# 타케모토 에이지
타케모토 에이지(일본어: 竹本英史, 1973년 3월 7일 ~ )는 일본의 남자 성우다.

## 출연작
- 메다로트 - 워버니트
- 원피스 - X 드레이크
- 쾌걸 근육맨 2세 - 근육 아타루